# (22168) Weissflog
(22168) Weissflog ist ein Asteroid des Hauptgürtels, der am 30. November 2000 von den deutschen Amateurastronomen Jens Kandler und Gerhard Lehmann an der Volkssternwarte Drebach (IAU-Code 113) in Sachsen entdeckt wurde.
Der Asteroid wurde am 1. Mai 2003 nach dem deutschen Skispringer Jens Weißflog (* 1964) benannt, der zwischen 1984 und 1996 seinen Sport dominierte.